# Stammliste der Babenberger
Stammliste der Babenberger und der Liutpoldinger
Mit der allgemein angenommenen Verbindung zu den Luitpoldingern.

## Luitpoldinger Vorfahren
Luitpold (*850/860, † 4. Juli 907), Markgraf in Karantanien und Pannonien 893, Graf im Nordgau und Donaugau 895, ⚭ Kunigunde von Schwaben († nach 915), Tochter des Berthold, Pfalzgraf von Schwaben (deren zweite Ehe mit König Konrad I.)
1. (I) Arnulf I. von Bayern († 14. Juli 937), Herzog in Bayern 908–937, ⚭ Judith von Friaul (* nach 888; † ?)
  1. Eberhard, (* um 912, † um 940?), 937–938 Herzog von Bayern, abgesetzt
  2. Arnulf II. (* um 913; † 22. Juli 954) 938 Pfalzgraf von Bayern, ⚭ N.N. aus Schwaben
    1. Berthold von Reisensburg (* um 930; † vor 999), Graf von Geisenfeld und von Wasserburg, ⚭ N.N., Tochter Friedrich I., Herzog von Oberlothringen

  3. Hermann
  4. Ludwig (* um 930, † nach 974)
  5. Judith (* 925, † 29. Juni bald nach 985), ⚭ Heinrich I. von Bayern
  6. Tochter
  7. Berthold († 954), Graf im Nordgau (Schweinfurt)
  8. NN (Heinrich?)
    1. Luitpold I. († 994), –– Nachfahren siehe unten: Babenberger
2. (II) Berthold (* um 900, † 23. November 947), Graf im Vinschgau und unteren Engadin, 938 Herzog von Bayern
  1. Heinrich III. (* 940, † 5. Oktober 989), 976 Herzog von Kärnten, 983–985 Herzog von Bayern

## Babenberger
Leopold I., auch Luitpold genannt (* um 940, † 10. Juli 994), Graf im Donaugau, erste urkundliche Erwähnung 962, Markgraf der bayrischen Ostmark (976–994), ⚭ Richwara (Richwarda), Tochter des Grafen Ernst von Sualafeldgau (Ernste), ((Stief-)Schwester des Grafen Markwart I. (auch Marchward) von Eppenstein); –– Vorfahren siehe oben Luitpoldinger Vorfahren
1. Heinrich I. († 1018), Markgraf von Österreich, ⚭ unbekannt
2. Judith
3. Ernst († 1015), Herzog von Schwaben 1012–1015, ⚭ Gisela, Tochter von Herzog Hermann von Schwaben, (deren 1. Ehe mit Graf Bruno von Braunschweig und 3. Ehe mit Kaiser Konrad II.)
  1. Ernst (* um 1014, † 17. August 1030), Herzog von Schwaben 1015–1030
  2. Hermann (* um 1015, † Sommer 1038), Herzog von Schwaben 1030–1038
4. Poppo (* 986, † 16. Juni 1047), Erzbischof von Trier 1016–1047
5. Adalbert (* um 985, † 26. Mai 1055), Graf im Schweinach-, Künzig- u. Unteren Donaugau (1010, 1011, 1019), Markgraf von Österreich 1018–1055, ⚭ (I) Glismod, Schwester Bischof Meinwerks von Paderborn, ⚭ (II) Froiza († nach 1058), Schwester König Peters von Ungarn und Tochter des Dogen Otto Orseolo von Venedig
  1. Luitpold, auch Lippold († 1043), Markgraf der Ungarischen Mark, ⚭ Ida, Tochter Graf Ludolfs von Braunschweig und Stiefbruder Kaiser Heinrichs III.
  2. Ernst der Tapfere (* 1027, † 10. Juni 1075), Markgraf von Österreich 1055–1075, ⚭ (I) Adelheid († 1071), Tochter Markgraf Dedis II. (auch Dedo) von Meißen aus dem Geschlecht der Wettiner, ⚭ (II) Suanhild ?
    1. Leopold II., der Schöne, auch Liutpold (* 1050, † 12. Oktober 1095), Markgraf von Österreich 1075–1095, ⚭ Ida auch Itha genannt († vermutlich 1101)
      1. Elisabeth († 1122), ⚭ Markgraf Ottokar II. von Steiermark
      2. Juditta "puella"
      3. Gerberga (Helbirg) († 1142), ⚭ Herzog Bořivoj II. († 1124) von Böhmen
      4. Leopold III. der Heilige (* 1073, † 15. November 1136), Markgraf von Österreich 1095–1136, ⚭ (I) Adelheid von Perg/Machland (* um 1080, † vor 1105), Kinder Adalbert und der früh verstorbene Friedrich, ⚭ (II) Agnes von Waiblingen (* Ende 1072, † 24. September 1143), Tochter von Kaiser Heinrich IV. und Witwe von Herzog Friedrich I. von Schwaben, Mutter von König Konrads III.
        1. Adalbert der Andächtige von Österreich (* um 1098, † 9. November 1138), Sohn aus der ersten Ehe seines Vaters, lange Zeit (1119 bis 1135) Stellvertreter und logischer Nachfolger seines Vaters, Leopold III. (des Heiligen) als Markgraf, blieb aber letztlich bis an sein Lebensende Vogt der Passauer Besitzungen in der Mark, ⚭ (I) Adalheid von Chadold (früh verstorben), ⚭ (II) Sophia (auch Hedwig bezeichnet) von Ungarn, Tochter des Prinzen Álmos und von Predslava, Tochter des Kiewer Großfürsten Swjatopolk II., Schwester von König Béla II. (Ungarn)
        2. Heinrich II. Jasomirgott (* 1107, † 13. Januar 1177), Pfalzgraf bei Rhein 1140, Markgraf von Österreich 1141–1156, Herzog von Bayern 1143–1156, Herzog von Österreich 1156–1177, Halbbruder von König Konrad III., ⚭ Gertrud (* 18. April 1115, † 18. April 1143), Tochter von König Lothar III., Witwe Heinrichs des Stolzen, Herzog von Bayern und Sachsen († 1139), ⚭ (II) Theodora Komnena († 1183), Nichte des Byzantinischen Kaisers Manuel I.
          1. Richardis von Waltersdorf († nach 1196), ⚭ Landgraf Heinrich von Stefling († 1185)
          2. Agnes von Österreich (1151–1182), ⚭ (I) 1167 von König Stephan III. (Ungarn) (* um 1147, † 4. März 1172), ⚭ (II) 1173 Herzog Hermann (Kärnten) († 4. Oktober 1181)
          3. Leopold V. der Tugendhafte (* 1157, † 31. Dezember 1194), Herzog von Österreich 1177–94, Herzog von Steiermark 1192–1194, ⚭ Helene, Tochter von König Géza II. von Ungarn
            1. Friedrich I. der Katholische oder der Christliche (* um 1173 oder 1175, † 16. April 1198), Herzog von Österreich 1195–98
            2. Leopold VI. der Glorreiche (* 15. Oktober 1176, † 28. Juli 1230), Herzog von Steiermark 1195–1230, Herzog von Österreich 1198–1230, ⚭ Theodora († 1264), Enkelin des Kaisers Isaak II. Angelos von Byzanz (* 1155, † 28. Januar 1204)
              1. Margarete (* um 1205, † 29. Oktober 1266), ⚭ (I) König Heinrich (VII.) († 1242), ⚭ (II) König Ottokar II. (* 1232, † 26. August 1278), Markgraf von Mähren, Herzog von Österreich (1251), Herzog von Steiermark (1261), König von Böhmen, geschieden 1261
              2. Agnes (* 19. Februar 1206, † 29. Juli 1226), ⚭ 1222 Herzog Albrecht I. von Sachsen, (* 1175, † 8. November 1261)
              3. Leopold (* 1207, † 13. August 1216)
              4. Heinrich der Gottlose, der Grausame (* 1208, † 29. November 1228), ⚭ Agnes, Tochter von Landgraf Hermann I. (Thüringen)
                1. Gertrud von Österreich (* 1226, † 24. April 1288), ⚭ (I) Markgraf Wladislaw von Mähren († 3. Januar 1247), 1246/1247 Herzog von Österreich, ⚭ (II) 1248 Markgraf Hermann VI. von Baden (* 1225, † 4. Oktober 1250), Herzogsanwärter in Österreich, ⚭ (III) 1252 Roman von Halicz, geschieden
                  1. (II) Friedrich (* 1249, † 29. Oktober 1268), Markgraf von Verona und Baden
                  2. (II) Agnes (* 1250, † 2. Januar 1295), ⚭ (I) 1263 Herzog Ulrich III. von Kärnten, (* 1220, † 27. Oktober 1269) Herr von Krain, ⚭ (II) 1270 Graf Ulrich (II.) von Heunburg († 1308)
                  3. (III) Maria (* 1253, † ?), ⚭ Joachim von Guthkeled, Sohn des Banus Stephan von Slavonien, des früheren ungarischen Landeshauptmanns in der Steiermark

              5. Friedrich II. der Streitbare (* um 1210, † 15. Juni 1246), Herzog von Österreich und Steiermark, Herr von Krain (1230–1246), ⚭ (I) Sophie (?) Laskaris von Byzanz, geschieden 1229, ⚭ (II) Agnes von Meranien, Tochter von Herzog Otto VII. von Meranien, geschieden 1240/1243
              6. Konstanze (* 6. Mai 1212, † 5. Juni 1243), ⚭ (I) Mai 1234 Heinrich der Erlauchte, Markgraf von Meißen
              7. Gertrud (* 1202, † vor 10. März 1241), ⚭ 1238 Landgraf Heinrich Raspe von Thüringen (* 1201, † 17. Februar 1247)

          4. Heinrich I., der Ältere, (* um 1158, † 11. September 1223), Herzog von Mödling, ⚭ Richza, Tochter von König Vladislav II. von Böhmen († 1174)
            1. Heinrich II., der Jüngere (* 1182, † 1236), Herzog von Mödling

        3. Leopold IV. (* 1108, † 18. Oktober 1141), Markgraf von Österreich 1136–1141, Herzog von Bayern 1139–1141, ⚭ Maria, Tochter von Herzog Soběslav I. von Böhmen
        4. Bertha († ca. 1150), Gemahlin von Burggraf Heinrich III. von Regensburg († 1174)
        5. Agnes († nach 1157), Gemahlin von Herzog Wladyslaw II. von Polen und Schlesien († 1159)
        6. Ernst († nach 1137)
        7. Otto von Freising (* verm. 1112, † 22. September 1158), 1122 Propst von Klosterneuburg, 1133–1158 Abt von Morimond, 1138–1158 Bischof von Freising
        8. Konrad II. († 1168), Bischof von Passau 1148–1164, Erzbischof von Salzburg 1164–1168
        9. Elisabeth († 1143), Gemahlin von Graf Hermann II. von Winzenburg († 1152)
        10. Judith, Gemahlin von Markgraf Wilhelm V. von Montferrat († 1191)
        11. Gertrud († 1171), Gemahlin von König Wladislaw II. von Böhmen († 1175)
        12. sieben jung gestorbene Kinder

      5. Ida († 1115), Gemahlin von Lutold von Mähren und Znaim († 15. März 1112)
      6. Sophie († 1154), ⚭ (I) Herzog Heinrich III. von Kärnten († 1122), ⚭ (II) Graf Sieghard von Schala-Burghausen († 1142)
      7. Euphemia, ⚭ Konrad von Peilstein († ca. 1168)

    2. Justizia († zw. 1120/22), ⚭ Graf Otto II. (III.) von Wolfratshausen
    3. Adalbert, Graf von Pernegg (Niederösterreich), Graf von Bogen, ⚭ Liutgard, Tochter von Domvogt Friedrich I. von Regensburg
6. Kunigunde
7. Hemma, verheiratet mit Graf Rapoto von Dießen (Rapoto III. von Dießen, † 19. Juni 1050), Großmutter der Stifter von Kloster Hohenwart (?)
8. Christine, Reklusin in Trier
9. Luitpold I. († 1059), Erzbischof von Mainz (1051–1059)

Hinweis: Zu den "Klosterneuburger Tafeln" der Babenberger-Genealogie, siehe Artikel Ladislaus Sunthaym.